# Yaginumanis
Genre
Yaginumanis est un genre d'araignées aranéomorphes de la famille des Salticidae.

## Distribution
Les espèces de ce genre se rencontrent en Chine et au Japon.

## Liste des espèces
Selon World Spider Catalog (version 26, 26/05/2025) :
- Yaginumanis cheni Peng & Li, 2002
- Yaginumanis sexdentatus (Yaginuma, 1967)
- Yaginumanis wanlessi Zhang & Li, 2005
- Yaginumanis yuanwencai K. Liu, 2025

## Systématique et taxinomie
Ce genre a été décrit par Wanless en 1984 dans les Salticidae.

## Étymologie
Ce genre est nommé en l'honneur de Takeo Yaginuma.

## Publication originale
- Wanless, 1984 : « A review of the spider subfamily Spartaeinae nom. n. (Araneae: Salticidae) with descriptions of six new genera. » Bulletin of the British Museum (Natural History) Zoology, vol. 46, no 2, p. 135-205 (texte intégral).